# Bissau-Guinea hívójelkörzetei
Bissau-Guinea jelenleg (2024) nincs felosztva hívójelkörzetekre.
Bissau-Guinea számára az ITU a J5 hívójelprefixet határozta meg.
| Prefix | Körzet | Hely/jelleg                                                | ITU zóna | CQ zóna | 1 szintű QTH lokátor |
| ------ | ------ | ---------------------------------------------------------- | -------- | ------- | -------------------- |
| CR     | 3      | Kivezetve, Portugáliától való gyarmati függés megszűntével | 53       | 39      | IK                   |
| J5     | [0..9] | Bissau-Guinea                                              | 53       | 39      | IK                   |

## Lajstromjel
Vízi és légi járművek lajstromjelezéséhez a J5 prefixet használják.